# Vấn đề biên giới Việt-Trung thời Lê sơ
Vấn đề biên giới Việt–Trung thời Lê sơ phản ánh những hoạt động quân sự – ngoại giao giữa nhà Lê sơ ở Việt Nam với triều đại nhà Minh của Trung Quốc xung quanh vấn đề biên giới phía Bắc Đại Việt. Mặc dù từ sau khởi nghĩa Lam Sơn (1427) đến trước trận Ngọc Hồi – Đống Đa (1789), Việt Nam và Trung Quốc không có cuộc chiến tranh lớn nào nhưng biên giới phía Bắc thường có tranh chấp. Trong một số trường hợp, việc tranh chấp bắt nguồn từ cuộc nổi dậy của các thổ quan địa phương hai bên tự ý cướp phá bên kia; trong một số trường hợp khác do sự tác động chủ ý của chính quyền trung ương cả hai bên.

## Phía Đông bắc
Vùng hay xảy ra tranh chấp là địa phận Khâm châu cũ, tức phía tây Quảng Đông giáp huyện Hải Ninh của tỉnh Quảng Ninh, Việt Nam hiện nay. Trên dọc tuyến biên giới Đông Bắc, địa điểm quan trọng nhất về quân sự là Như Tích, các triều đại Trung Quốc từ nhà Tống, nhà Nguyên và nhà Minh đều đặt doanh lũy phòng thủ.
Ngay từ cuối năm 1427, khi khởi nghĩa Lam Sơn sắp kết thúc, thổ quan Hoàng Kim Quảng đã mang 19 thôn và 4 động Tư Lẫm, La Phù, Cổ Sâm, Cát Nguyên thuộc Khâm châu theo Lê Lợi. Lê Lợi cho nhập 4 động đó vào châu Vạn Ninh và phong Hoàng Kim Quảng làm Kinh lược sứ.
Năm 1428, Hoàng Lộc Thụ ở đô Như Tích mang quân về theo Đại Việt. Năm 1434, Hoàng Khoan ở phương bắc liên lạc với Đại Việt, đánh cướp biên giới Trung Quốc ở đô Chiêm Lãng.
Nhà Minh cho chiêu hồi Lộc Thụ và Khoan về, hứa sẽ miễn toàn bộ thuế thóc nhưng không thành công. Các quan lại ở Quảng Đông cùng kiến nghị vua Minh sai sứ mang sắc dụ sang đề nghị nhà Lê trả lại các thôn, động. Năm 1442, nhà Minh sai sứ sang, đúng lúc Lê Thái Tông vừa mất, vua nhỏ Lê Nhân Tông lên thay, Tuyên Từ thái hậu chấp chính. Thái hậu Đại Việt không đáp ứng việc này. Theo Đại Việt Sử ký Toàn thư, nhà Lê cử các đoàn sứ bộ sang nhà Minh các năm 1442, 1444 và 1447 bàn "việc địa phương châu Khâm". Năm 1447, khi đoàn sứ Đại Việt của Hà Phủ về nước, nhà Minh trao cho sắc dụ hẹn sẽ cử sứ đến điều tra để thương lượng phân định lại biên giới.
Năm 1448, nghe tin nhà Minh cử tổng binh Quảng Đông mang quân đến hội khám ở biên giới, Lê Nhân Tông cử Lê Khắc Phục, Bùi Cầm Hổ, Đào Công Soạn và Lê Thiệt mang 12000 quân lên biên giới, hợp với quân ở trấn An Bang dàn trận phòng thủ, chuẩn bị giao tranh. Nhưng cuối cùng quân nhà Minh không tới.
Sau năm 1448, tình hình dịu xuống nhưng cả hai bên đều tăng cường phòng thủ.

## Châu An Bình, Tư Lang
Vụ tranh lấn biên giới đầu tiên xảy ra năm 1438 tại châu An Bình, Tư Lang và châu Tư Lang Hạ. Cả hai bên đều có những hành động vượt biên giới xâm chiếm lẫn nhau. Theo Minh sử và Minh thực lục, vùng châu An Bình, huyện Long Châu, phủ Thái Bình (Quảng Tây) và châu Tư Lăng bị thổ quan châu Tư Lang của Đại Việt là Nông Nguyên Hồng xâm lấn, chiếm 2 động và 21 thôn, bắt người và đoạt gia súc. Nhà Minh cử Cao Dần và Thang Đỉnh sang Đại Việt. Lê Thái Tông sai sứ sang xin lỗi, nhưng tố cáo trở lại rằng do chính thổ quan châu An Bình và châu Tư Lăng bên Trung Quốc đánh lấn châu Tư Lang của Đại Việt trước. Sách Bang giao chí của Phan Huy Chú ghi lại nội dung thư của Lê Thái Tông gửi Tu Bố chính Quảng Tây tố cáo trở lại như sau:
"...Gần đây căn cứ vào báo cáo của bọn Nông Kính, Nông Phúc là thổ quan châu Tư Lang Hạ, xét nước tôi đã nhiều lần nghe theo sắc dụ của triều đình, giữ đất yên dân… Phiền quý Ty sức cho bọn thổ quan Triệu Nhân Chính ở An Bình dưới quyền quý Ty, sai đem đất của các thôn, động đã chiếm, số dân đã bắt trả lại nước tôi và nghiêm cấm không được xâm chiếm cướp bóc….
Minh Anh Tông yêu cầu Tổng binh Quảng Tây điều tra việc tranh chấp và đề nghị Đại Việt hội khám vào năm 1442. Phía Đại Việt cử Đào Công Soạn dẫn đầu đoàn tham gia hội khám, nhưng không kết quả. Thổ quan hai bên tiếp tục có những hành động lấn chiếm: Cha Nông Kính là Nông Nguyên Hồng bên Đại Việt vào cướp châu An Bình, thổ quan Long châu bên Trung Quốc là Triệu Nhân Chính tiếp tục sai Lã Thông mang hơn 1000 quân đánh phá hai thôn Hạ Tư, Quế Cảnh, động Yên Hoa, bắt người và trâu. Trong công văn gửi nhà Minh năm 1444, triều đình Đại Việt do Tuyên Từ thái hậu lãnh đạo (nhiếp chính thay vua Lê Nhân Tông 3 tuổi) tiếp tục tố cáo việc này.
Do việc hai bên tố cáo lẫn nhau, nhà Minh lại hẹn hội khám ở vùng tranh chấp để xác minh phải trái và phân định lại vùng biên giới vốn trong tình trạng thường không rõ ràng. Do phía Trung Quốc hẹn nhưng nhiều lần không đến đúng thời gian, mãi tới năm 1447 hội khám mới diễn ra, sau đó thống nhất 11 thôn thuộc về Long châu của nhà Minh, 6 thôn thuộc về Hạ Tư Lang của Đại Việt.
Sang thời Lê Thánh Tông, nước Đại Việt cường thịnh. Vua Thánh Tông đổi gọi châu Hạ Tư Lang là Hạ Lang.
Năm 1467, thổ quan Trấn Yên thuộc Quảng Tây là Sầm Tổ Đức mang 1000 quân đóng ở Am Động, tung tin đuổi bắt "giặc Sầm Vọng" thừa cơ tràn sâu vào châu Thông Nông của Đại Việt, bắt người và trâu bò, sau đó lại tấn công Bảo Lạc. Lê Thánh Tông một mặt sai trị tội quan trấn thủ Bắc Bình để Tổ Đức vào cướp, mặt khác gửi công văn đến Ty Bố chính Quảng Tây đòi lại người và súc vật. Theo Minh Thực lục, sau một thời gian vượt biên giới, Tổ Đức bị quân Đại Việt đánh lui.
Tháng 4 năm đó, Sầm Tổ Đức lại sai Tống Thiệu mang quân lấn ải Toả Thoát, cướp hoa màu và súc vật. Lê Thánh Tông bèn cử sứ bộ sang Bắc Kinh năm 1468 tố cáo việc này với Minh Hiến Tông. Hiến Tông sai Bộ Binh lệnh cho các quan chức ở Quảng Tây điều tra vụ việc. Sau đó không thấy sử sách nhắc tới kết quả vụ việc này.
Tháng 10 năm 1467, viên quan châu An Bình của Trung Quốc là Lý Lân lại mang 8000 quân đánh lấn châu Hạ Lang, bị quân Đại Việt đánh chặn, thua chạy về. Trấn thủ Thái Nguyên theo lệnh của triều đình bèn gửi thư chất vấn việc xâm lấn. Việc giằng co ở vùng biên của đôi bên kéo dài tới năm 1470 mới tạm ngừng.
Năm 1480, Tổng binh Bắc Bình của Đại Việt là Trần Ao sai Đào Phu Hoán mang 600 quân tới Cảm Quả, mở cửa ải thông sang Ôn châu, tiếp giáp châu Tư Lăng của Trung Quốc, lấn đất và dựng gióng chắn rào ngang. Đầu mục nhà Minh là La Truyền mang quân tới phá rào đi.
Cùng năm 1480, dân châu Tư Lăng của Trung Quốc tràn sang châu Lộc Bình của Đại Việt cướp của, bắt gia súc. Nhà Lê làm công văn trách châu Tư Lăng và đòi lại của cải, đồng thời lại làm công văn chất vấn Tổng đốc Lưỡng Quảng về việc này.

## Phía Tây bắc

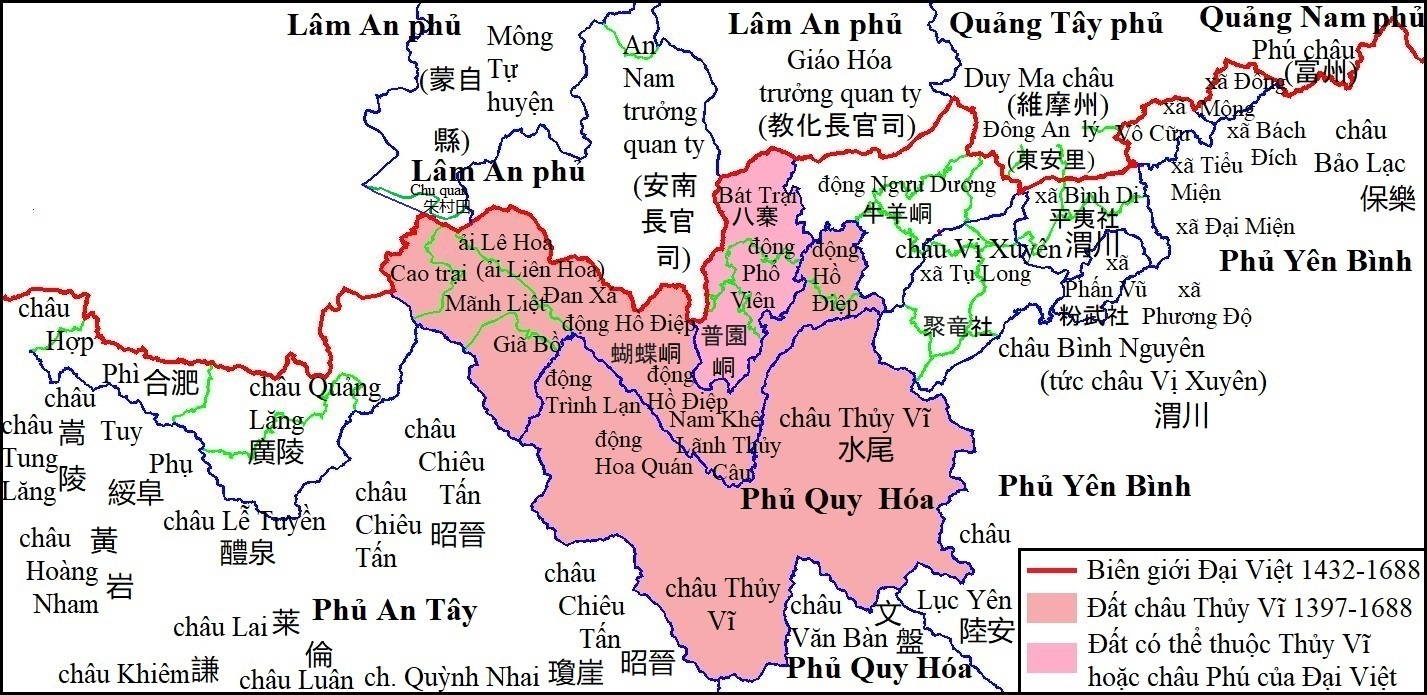
Bản đồ châu Thủy Vĩ thời kỳ 1397 - 1688, trên vùng biên giới Đại Việt - Đại Minh 1428-1644, và biên giới Đại Việt - Đại Thanh 1644-1688.

Ngoài các vị trí quân sự, ở đây còn những mỏ vàng, bạc, thiếc, đồng, sắt… Tranh chấp vùng này xảy ra chủ yếu thời Lê Thánh Tông.
Năm 1464, đầu mục ở Mạnh Thích thuộc châu Ninh Viễn của Đại Việt chỉ huy người Thái sang xâm nhập các thôn thuộc phủ Lâm An, Vân Nam. Tri phủ Lâm An giấu không dám tâu lên triều đình, sau nhà Minh mới phát hiện ra.
Tháng chạp năm 1473, một số người Trung Quốc ở Long châu la Quang Ngọc, Tô Bí, Tô Trân, Đằng Tiêm lẻn vào châu Văn Uyên, đổi hàng hoá với dân địa phương rồi đánh nhau, bị quân Đại Việt bắt giữ cả người và hàng. Năm 1475, trấn thủ Vân Nam là Tiền Năng sai Quách Cảnh mang thư sang Đại Việt và nhận quà biếu của nhà Lê. Lê Thánh Tông sai Lê Hoằng Dục đi sứ, Quách Cảnh về nước, giải bọn Quang Ngọc qua đường Vân Nam tới Bắc Kinh. Theo Minh sử, việc đi sứ lẽ ra theo đường Quảng Tây, nhưng Quách Cảnh nhận hối lộ của Đại Việt, cho đoàn sứ đi đường Vân Nam. Đại Việt cho hơn 600 phu đi trước, quân Đại Việt theo sau, gây rối loạn cho Vân Nam. Vân Nam mấy lần cáo cấp, nhà Minh mấy lần ra sức dụ, "lời lẽ mềm dịu" nhưng Lê Thánh Tông "vẫn ngang ngạnh không sợ".
Năm 1474, châu Bảo Lạc thuộc Tuyên Quang có Hoàng Chương Mã nổi dậy cướp phá. Quân Đại Việt đi dẹp, trong lúc đánh đuổi lại vượt biên giới vào sâu lãnh thổ Vân Nam. Nhà Minh lại gửi thư trách, Lê Thánh Tông bèn gửi thư xin lỗi. Để giữ yên mặt nam, trấn thủ Vân Nam của nhà Minh là Vương Thứ đề nghị tạm ngừng thu thuế cho dân phủ Lâm An (Vân Nam) và điều 4000 quân thay nhau canh phòng. Vua Minh Hiến Tông cho rằng nếu tăng quân sẽ khiến Đại Việt "nảy sinh hiềm khích" nên chỉ hạ lệnh tạm ngừng thu thuế cho dân vùng biên.
Năm 1479, lại xảy ra vụ việc Lê Thánh Tông sai 800 quân lấy cớ đuổi giặc cướp rồi lấn sang huyện Mông Tự (Vân Nam) dựng doanh trại ở đó. Sau một thời gian bị quân Minh địa phương ráng sức ngăn cản, quân Đại Việt mới rút về. Đây chính là thời điểm Lê Thánh Tông tiến đánh Ai Lao, gần biên giới Vân Nam. Chiến tranh ở Ai Lao khiến nhà Minh lo ngại, tăng cường thêm quân bố phòng. Năm 1480, khi Đại Việt đánh Lão Qua, nhà Minh ra lệnh cho các quan trấn thủ phải tăng cường phòng bị và quân lính ở biên giới Vân Nam "không được giao thiệp với người Di".
Không lâu sau, người Thái đen ở châu Ninh Viễn của Đại Việt lại xâm lấn sang thôn Xạ Lý thuộc Vân Nam. Trấn thủ Ngô Thành tâu báo về, nhà Minh theo đề nghị bèn gửi sắc dụ trách Lê Thánh Tông và lập Ty tuần kiểm ở nút địa giới giữa châu Ninh Viễn của Đại Việt và châu Kiến Thủy của Trung Quốc để phòng quân cướp. Nhà Lê sai Nguyễn Văn Chất đi sứ gửi thư phân trần việc này như sau:
Vì có 13 người ở Đông Quan trốn sang biên giới nước Lão Qua nên sai bọn Nguyễn Bảo tới địa giới để đòi lại, chỉ bắt được xe buôn bán chở về, không liên quan gì đến việc đánh nước Lão Qua và việc muốn đánh nước Bát Bách Tức Phụ. Điều ấy là nói bịa.
Kể từ năm 1480 trở về sau, vùng biên giới Tây Bắc yên ổn.